# 佐野有美
佐野 有美（さの あみ、1990年4月6日 - ）は、日本の詩人、随筆家、講演活動家、歌手、タレントである。血液型O型。

## 人物
愛知県豊川市出身で、短い左脚と3本の指以外を欠損している先天性四肢欠損症で生まれ、幼少期は乳児院で育つ。のちに家族とともに生活し、両親の希望と周囲の協力により小学校から高校までを通常学級で学ぶ。高校在学中はチアリーディング部で活動して地元で報道されて話題となる。
高校卒業後は事務職を経たのち、全国で講演を始める。2011年6月に、詩集『あきらめないで』から楽曲が制作されてテイチクエンタテインメントからCDアルバムが発売され、2011年の第53回輝く!日本レコード大賞で「企画賞」を受賞する。
2015年に、東京コレクションでモデルに起用され、NHKEテレのバリバラ〜障害者情報バラエティー〜で、特集ドラマのヒロインに起用され、演技が評価される。
2017年6月30日に、一般男性と結婚。
2019年5月に個人事務所である佐野有美事務所を設立。
2020年5月よりYouTubeチャンネルを開設
佐野有美オフィシャル〜あみちゃんねる〜
2020年5月15日に、第一子女児を出産。

## 出演

### テレビ
- ぴーかんテレビ「車椅子のチアリーダー」（東海テレビ、2008年）
- ニュースUP「ハンディ乗り越え 元気一杯卒業へ」（メ～テレ、2009年）
  - ドデスカ! 「手足なくともガンバル!女子高校生 笑顔の巣立ち」（メ～テレ、2009年） - 上記と同内容
- 夢のちから （東海テレビ）
  - 「笑顔と元気の車椅子チア」（2009年）
  - 「車椅子のチアリーダー」（2009年）
    - 傑作選 （2010年）
    - 再放送 （2012年）
- 24時間テレビ32「愛は地球を救う」～START!一歩を踏み出そう～ 「車椅子のチアリーダー」（日本テレビ、2009年）
- 「この人に聞きたい」（NHK 名古屋放送局、2009年）
- スーパーJチャンネル 「奇跡のチアリーダー」（テレビ朝日・メ～テレ、2010年）
- ザ・ベストハウス123 「手足の無い少女がチアリーダーに母と娘が歩んだ壮絶人生」（フジテレビ、2010年）
- スーパーモーニング 「手足のないチアリーダー 佐野有美さん 笑顔の履歴書」（テレビ朝日、2010年）
- ひるおび 「先天性四肢欠損症の歌手 佐野有美さん(21)波乱の人生…」（TBSテレビ、2011年）
- イッポウ 「障害を乗り越え夢に挑戦」（CBCテレビ、2011年）
- サンデージャポン じゃぽ熱大陸（TBSテレビ、2011年）
- 徹子の部屋 「手足のないチアリーダー 佐野有美」（テレビ朝日、2011年）
- ひるおび 「車椅子のシンガー」（TBSテレビ、2011年） - 生出演
- 第53回輝く!日本レコード大賞（TBSテレビ、2011年）
- 奇跡体験!アンビリバボー（フジテレビ、2012年）
- 日本テレビ系列「世界最強の勇者たち11」（フジテレビ、2012年）
- 24時間テレビ36「愛は地球を救う」ニッポンって…？〜この国のかたち〜 24時間テレビ直前スペシャル 「浅尾美和が出会った豊川出身の女性歌手」「CHANGE〜今日から変わる、今日から変える〜」東海地方（中京テレビ、2013年）
- 24時間テレビ チャリティライブ2013（中京テレビ、2013年）
- 「for〜歓声を生んだ感動ストーリー」（テレビ朝日、2014年）
- バリバラ〜障害者情報バラエティー〜（NHK Eテレ）
  - バリアフリー・ファッション「バリコレ」(はるな愛プロデュース番組内特別企画) （2015年）
  - 「ドラマのアフタートーク」（2015年）
- ดูให้รู้:นักร้องไร้แขนขา(25ต.ค.58)（ThaiPBS、2015年）
- 日曜ファミリア・世界ベスト・オブ・映像ショー頂上リサーチ実録!「運命を変えた勇気ある決断！人生は想定の範囲外だらけSP〜」（フジテレビ、2015年）

### ドラマ
- バリバラ〜障害者情報バラエティー〜 バリバラ特集ドラマ「禁断の実は満月に輝く」（NHK Eテレ、2015年） - 那須真由子 役

### CM
- 株式会社フクデンインターナショナル（2013年1月 - 2014年12月）

### モデル
- バリバラ〜障害者情報バラエティー〜 バリアフリー・ファッション「バリコレ」(はるな愛プロデュース番組内特別企画) （2015年）
- Mercedes-Benz Fashion Week TOKYO 2015/2016 東京コレクション(2015年）
- Mercedes-Benz FashionWeek TOKYO 2016 S/S 東京コレクション（2015年）

## ディスコグラフィー

### シングル
1. 歩き続けよう
  - 作詞：佐野有美/作曲：都志見隆
  - 2011年6月22日発売
    - 株式会社フクデンインターナショナルのCM曲。（2013年1月 - 2014年12月）
    - 稲葉篤紀が北海道日本ハムファイターズ時代に登場曲として使用していた。（2012年8月3日 - 2013年）

チャレンジしよう（C/W）
  - 作曲：佐野有美/作曲：都志見隆
2. キミがいてボクがいる
  - 作詞：佐野有美/作曲：都志見隆
  - 2013年6月19日発売

風の応援(エール)（C/W）
  - 作詞：佐野有美/作曲：都志見隆

### アルバム
1. あきらめないで
  - 作詞：佐野有美/作曲：都志見隆
  - 2011年6月22日発売、全7曲収録
    - 第53回日本レコード大賞企画賞受賞
2. ドリーム
  - 作詞：佐野有美/作曲：都志見隆
  - 2013年6月19日発売、CD10曲＋DVD3曲収録
    - 1stアルバム全曲＋新曲3曲を含んだアルバム。新曲「繋がっている」はアルバムにしか入っていない。DVDには新曲PV3曲を収録。

## 書籍

### 自叙伝
- 手足のないチアリーダー（2009年10月30日、著：佐野有美、主婦と生活社）

### 詩集
- あきらめないで（2010年10月22日、著：佐野有美、主婦と生活社）
この詩の中から抜粋されたものが曲となる。

### エッセイ集
- 歩き続けよう〜手と足のない私にできること（2013年7月30日、著：佐野有美・藤本美郷、飛鳥新社）
「日本レコード大賞企画賞」受賞のアルバムの中の詞がモチーフのエッセイ集

### 文庫本
- 手足のないチアリーダー（2014年8月15日、著：佐野有美/絵：山田デイジー、角川つばさ文庫）
- 歩き続けよう〜手と足のない私にできること〜（2015年9月16日、著：佐野有美・藤本美郷 、飛鳥新社）

### コミック
- 手足のないチアリーダー（2010年、Silky9月号増刊、白泉社 、作家：杉野たくみ）
コミック内の一部 100P読み切り。
Yahoo!コミックにて配信（手足のないチアリーダー1巻完結）。

### 関連図書
- 笑顔の架け橋〜手足のない体に生まれて〜（2013年9月30日、著：藤本美郷、佼成出版社）
2014年、第43回新潟県課題図書・第37回長野県課題図書の読書感想文コンクール（中学生の部）に選定される。